# Eleições parlamentares europeias de 2004 (Espanha)
As eleições parlamentares europeias de 2004 em Espanha foram realizadas a 13 de junho para eleger os 54 assentos do país para o Parlamento Europeu.

## Resultados Nacionais
| Partido                 | Partido                              | Votos      | %               | +/-   | Deputados | +/-   |
| ----------------------- | ------------------------------------ | ---------- | --------------- | ----- | --------- | ----- |
|                         | Partido Socialista Operário Espanhol | 6 741 112  | 43,46 / 100,00  | 8,13  | 25 / 54   | 1     |
|                         | Partido Popular                      | 6 393 192  | 41,21 / 100,00  | 1,47  | 24 / 54   | 3     |
|                         | Galeusca - Povos da Europa           | 798 816    | 5,15 / 100,00   | Novo  | 2 / 54    | Novo  |
|                         | Esquerda Unida                       | 643 136    | 4,71 / 100,00   | 1,06  | 2 / 54    | 2     |
|                         | Europa dos Povos                     | 380 709    | 2,45 / 100,00   | 0,45  | 1 / 54    | 1     |
|                         | Coligação Europeia                   | 197 231    | 1,27 / 100,00   | 1,93  | 0 / 54    | 2     |
|                         | Outros                               | 263 072    | 1,69 / 100,00   |       | 0 / 54    |       |
| Votos Inválidos         | Votos Inválidos                      | 249 223    | 1,59 / 100,00   | 0,10  |           |       |
| Total                   | Total                                | 15 666 491 | 100,00 / 100,00 |       | 54 / 54   | 10    |
| Eleitorado/Participação | Eleitorado/Participação              | 34 706 044 | 45,14 / 100,00  | 17,91 |           |       |
| Fonte                   | Fonte                                | [ 1 ]      | [ 1 ]           | [ 1 ] | [ 1 ]     | [ 1 ] |